# Ben Wolken
Franciscus Hermanus Bernardus (Ben) Wolken (Nijmegen, 15 juni 1924 - Hilversum, 16 januari 1988) was een Nederlands schrijver, dichter en tevens leraar Nederlands en geschiedenis aan Het Nieuwe Lyceum in Hilversum.
Ben Wolken studeerde Nederlands en Geschiedenis. Hij huwde in 1954 Thea Cras.
In 1953 maakte hij in het culturele blad Roeping zijn debuut als dichter met Poëzie en nonsens. Hij schreef autobiografische en polemische bijdragen en mini-eenakters voor radiohoorspelen.
Zijn hoorspel Harmonie werd begin 1967 geregisseerd door Ab van Eyk. In 1969 was zijn hoorspel Examen te beluisteren, en Niet voor vreemde oren werd uitgezonden door de NCRV in 1972.
Van 1961 tot 1966 was Ben Wolken redacteur van het culturele blad Roeping en in deze jaren verschenen daarin alsook in het blad Raam 350 korte verhalen, aphorismen, anekdotes, micro-sprookjes en grappen.
In 2015 verschenen deze bijdragen als bundel onder de titel Kortere verhalen.